# Al-Mamun
Abū Dżafar Abd Allah Ibn Harun al-Mamun (arab. ابوجعفر عبدالله المأمون) (ur. 13 września 786, zm. 9 sierpnia 833) – kalif z dynastii Abbasydów panujący od r. 813 aż do śmierci.

## Testament Haruna ar-Raszida
Testament spisano i zawieszono u pułapu Al-Kaby w Mekce, podczas obrzędów hadżdżu. Złożyły się nań dwa dokumenty: w jednym Al-Amin uznawał prawa Al-Mamuna do sukcesji po sobie oraz absolutną zwierzchność nad wschodnią częścią kalifatu, nazwaną „Churasan” (o granicach rozleglejszych od dzisiejszego Chorasanu); w drugim Al-Mamun deklarował uznanie praw brata i posłuszeństwo wobec niego. Przyszłość pokazała, że był to dokument bez większego znaczenia.

## Wojna domowa (810-813)
Wkrótce po śmierci Haruna ar-Raszida doszło między braćmi do wojny domowej, którą wszcząć miał Al-Amin z poduszczenia wezyra Al-Fadla Ibn Rabiego. Symbolicznym aktem unieważniającym postanowienia testamentu stało się wprowadzenie przez Al-Amina do modłów piątkowych imienia własnego syna, Musy, oraz sprowadzenie z Mekki do Bagdadu i fizyczne zniszczenie testamentu Haruna ar-Raszida przez Al-Fadla w obecności urzędowych świadków. Al-Mamun zdołał zebrać wojska i pokonać w marcu 811 armię kalifa. Dowództwo nad armią pretendenta objął Tahir Ibn al-Husajn. Al-Aminowi zaczęły wypowiadać posłuszeństwo leżące coraz to bliżej Bagdadu prowincje. W sierpniu 812 stolicę kalifatu wzięły w okrążenie dwa korpusy: jeden pod dowództwem Tahira, a drugi pod rozkazami Harsamy Ibn A'jana, wodza znanego jeszcze z czasów Haruna. Bagdad bronił się przed oblegającymi przeszło rok. We wrześniu kalif wraz z matką, Zubajdą przeniósł się ze swego „Pałacu Wieczności” (arab. Kasr al-Chuld), którego ogrody miały rywalizować z rajskimi, do tzw. „kolistego miasta” (arab. 'al madina al-mudawwara') Al-Mansura, czyli ścisłego centrum miasta. Wprawdzie Harsama zagwarantował Al-Aminowi nietykalność i chyba nawet próbował ułatwić mu ucieczkę, ale Tahir pojmał kalifa i działając samowolnie, w nocy z 24 na 25 września 813 własnoręcznie ściął Al-Amina. Żołdacy churasańscy ośmielili się bezcześcić pośmiertne szczątki kalifa, dopuszczali się gwałtów i rabunków w stolicy kalifatu. Kalif podobno nie zapomniał Harsamie jego przeniewierstwa. W czerwcu 816 wódz przybywszy na dwór kalifa w Marwie z raportem o stanie prowincji, nie został dopuszczony przed jego oblicze, lecz aresztowany i po cichu zgładzony.

## Tahir Ibn al-Husajn i dynastia Tahirydów
W nagrodę za zasługi Tahir Ibn al-Husajn doczekał się zaszczytnego tytułu Zu al-Jaminajn (arab. 'mający dwie prawe ręce'), bowiem zaiste posługiwał się wprawnie obydwiema rękami. Za to brakowało mu prawego oka. Latem 820 Al-Mamun powierzy mu zarząd Churasanu. We wrześniu 822 Tahir rozkazał pominąć imię Al-Mamuna w modlitwie piątkowej, co stanowiło symboliczne zerwanie z Abbasydami i początek rządów nowej dynastii, Tahirydów. Fikcję zwierzchnictwa kalifów abbasydzkich jednak utrzymywano, skoro Talha, syn i następca Tahira, został przez Bagdad formalnie zatwierdzony jako namiestnik Churasanu w tymże 822, po śmierci ojca. Tahirydzi utrzymywali się przy władzy, mając za stolicę Niszapur, do 873, kiedy to zostali wyparci przez dynastię Saffarydów.

## Al-Fadl Ibn Sahl
Wezyr Al-Mamuna jeszcze przed objęciem przez niego kalifatu, otrzymał za panowania swego władcy zaszczytny tytuł Zu ar-Rijasatajn (arab. 'odpowiedzialny za dwa resorty'), wraz z pieczą nad administracją cywilną i wojskową. W 825 kalif poślubił bratanicę wezyra, Buran. Ibn Sahl już wówczas nie żył, a funkcję wezyra pełnił ojciec Buran, Al-Hasan Ibn Sahl.

## Ibrahim Ibn al-Mahdi
24 marca 817 został proklamowany następcą tronu Alida, ósmy z kolei imam szyitów imamitów, Ali ar-Rida. Członkowie obu rodów, Abbasydów i Alidów, złożyli mu przysięgę wierności. Czarne flagi Abbasydów zastąpiono w miejscach publicznych flagami zielonymi Alidów. Tymczasem zaciekli zwolennicy Abbasydów nie godzili się na żaden kompromis i w odruchu protestu, w lipcu 817 obwołali kalifem Ibrahima Ibn al-Mahdiego, przyrodniego brata Haruna ar-Raszida. Ibrahim Ibn al-Mahdi nie był jednak dobrym materiałem na władcę, ani polityka w ogóle. Jedynym, co zasługiwało u niego na uwagę była ciemna skóra, którą odziedziczył po matce, konkubinie kalifa Al-Mahdiego o wiele mówiącym imieniu Szakila (arab. ‘kokietka’). Ów „antykalif” przyjął imię koronacyjne Al-Mubarak (arab. ‘błogosławiony’). Został zmuszony do abdykacji i poddania się Al-Mamunowi w sierpniu 820. Uczynił to chyba bez żalu i wycofał się w zacisze, gdzie mógł oddawać się bez reszty swoim artystycznym pasjom. Zmarł w nowej stolicy kalifatu, Samarra w lipcu 839.

## Ali ar-Rida
W lutym 818 kalif opuścił swój ulubiony Marw, aby uspokoić sytuację w Bagdadzie. Towarzyszyli mu wezyr Al-Fadl Ibn Sahl i Ali ar-Rida. W drodze, w miejscowości Sarachs został zamordowany w czasie kąpieli wezyr. Morderców zdołano schwytać; zeznali, że działali na rozkaz Al-Mamuna. W Tus (ob. Meszhed), gdzie kalif odwiedził grób ojca, Ar-Raszida, zmarł po krótkiej chorobie imam Ali ar-Rida. Podaje się, zwłaszcza w historiografii szyickiej, że imam został otruty przez kalifa. Ali ar-Rida spoczął w grobowcu Haruna ar-Raszida, a z czasem mieszkający tam szyici, obdarzający szczególnym pietyzmem swoich dwunastu imamów, wystawili mu mauzoleum (arab. „maszhad”), i stąd wzięła się obecna nazwa tego miasta w Iranie – Meszhed.

## Próba kompromisu z Alidami i churramitami
Al-Mamun obmyślił rodzaj kompromisu politycznego, przy pomocy którego miał doprowadzić do ugody panującej dynastii Abbasydów z pozostającymi w opozycji Alidami na płaszczyźnie ideologicznej. Alidzi pozostawali odsunięci od władzy przez cały okres panowania kalifów umajjadzkich (661-750). Wprawdzie przyczynili się wydatnie do utorowania Abbasydom drogi do kalifatu, ale i oni pozbawili ich dostępu do rządów. Ponieważ w islamie podziały polityczne przenikają się z dogmatami religijnymi, kalif uciekł się do narzucenia ludności całego kalifatu wyznania mutazylickiego jako oficjalnego, a jednocześnie mianowania swoim następcą imama z rodu Alidów. Wierzono, że mutazylizm pogodzi islam sunnicki z szyizmem oraz z tendencjami przedmuzułmańskimi, wreszcie z aktywnymi nadal ruchami ludowymi, staroirańskimi, określanymi w źródłach arabskich jako „churramickie”.

## Doktryna wczesnego mutazylizmu
Podstawowym założeniem pierwotnej doktryny mutazylitów było twierdzenie, że „wola człowieka jest całkowicie wolna, że człowiek jest sam panem swoich czynów, gdyż w przeciwnym wypadku jego odpowiedzialność przed bóstwem byłaby niesprawiedliwością. Bóg zaś bezwzględnie musi być sprawiedliwy”
Kolejnym podstawowym założeniem mutazylizmu był dogmat o stworzeniu Koranu. Mutazylici utrzymywali, że wiara w wieczność Słowa Bożego (Koranu), głoszona przez większość ówczesnych muzułmanów, stoi w sprzeczności z poglądem o Bogu jako odwiecznym początku, a nawet z monoteistycznym charakterem islamu.
Mutazylizm czerpał inspiracje z myśli starożytnej Grecji, ale przede wszystkim z jej końcowego okresu, przepojonego mocno duchem religijności. Prostota i logiczna spójność doktryny mutazylickiej służyła lepiej pogodzeniu poszczególnych podziałów w łonie islamu, niż sztywna dogmatyka innych szkół sunnickich.

## Prześladowania innych odłamów sunnizmu
W czerwcu 827 Al-Mamun ogłosił dekret o „stworzonym Koranie”, który miał odtąd obowiązywać wszystkich poddanych kalifa. W tymże dokumencie ogłoszono Alego najważniejszym prorokiem po Mahomecie, co oznaczało ukłon w stronę szyizmu. Dogmat o stworzeniu Koranu kalif potwierdził w maju 833, tuż przed śmiercią. Kalif powoływał się na werset: „Oto uczyniliśmy ją Koranem arabskim” (inna dżaalna-hu koranan arabijjan انا جعلناه قرانا عربيا), i twierdził, że „dżaalna” (جعلنا) i „chalakna” (خلقنا) znaczy w tym konkretnym przypadku to samo.
Powołano za panowania Al-Ma'muna specjalny trybunał (arab. „al-mihna”) ścigający przeciwników oficjalnego wyznania. Stanął przed nim m.in. Ahmad Ibn Hanbal (zm. 855), wybitny uczony sunnicki, zbieracz hadisów i założyciel-eponim jednego z istniejących do dziś i zarazem najbardziej rygorystycznego z mazhabów sunnickich. Ibn Hanbal na długie lata trafił do więzienia.

## Niepokoje w Egipcie
W Egipcie trwały nieustanne zamieszki wewnętrzne, między innymi na tle plemiennego konfliktu Jemenitów z Kajsytami, trwającego co najmniej od okresu Umajjadów. Chaos pogłębiały częste zmiany personalne na kluczowych stanowiskach administracji prowincji. Ponadto do Aleksandrii egipskiej przybyło 15 tysięcy uchodźców przed prześladowaniami emira Kordowy, Al-Hakama I (796-822). Przez 10 lat intruzi panoszyli się w mieście drwiąc sobie z miejscowych władz, aż w 827 zostali na rozkaz kalifa wyparci siłą przez syna Tahira, Abd Allaha, po czym wylądowali na Krecie, gdzie założyli własne państwo i pozostali do odzyskania wyspy przez Bizantyńczyków w 961. Po odwołaniu Tahirydy kalif powierzył zarząd Egiptu swojemu synowi, Abu Ishakowi Muhammadowi, przyszłemu kalifowi Al-Mutasimowi (833-842). W 829 ten ostatni musiał wezwać na pomoc samego ojca. Przeciw sobie kalif miał zbuntowane garnizony stacjonujące w Egipcie, oraz buntowników niskiego stanu, zwanych przez autorów arabskich bez ogródek „motłochem” („ajjarun”). Wreszcie w 831-832 wybuchło w Dolnym Egipcie powstanie Koptów. Kalif okrutnie potraktował buntowników. Chrześcijańskie kościoły pozamieniał na meczety.

## Ruchy churramickie
Do masowych wystąpień w północnym Iranie, określanych w źródłach arabskich jako churramickie, dochodzi w 807-808, a więc jeszcze w czasach Ar-Raszida. Churramici błyskawicznie opanowali okolice Isfahanu, oraz Ar-Rajj, Hamadan i Karadż w północnym Iranie. Bawiący wówczas w Churasanie kalif wysłał przeciw buntownikom 12-tysięczny oddział jazdy pod wodzą Abd Allaha Ibn Mubaraka, który zdołał ich przepłoszyć do ich baz w górach. Ponownie zagrażają churramici kalifatowi za Al-Mamuna w 816-817. Tym razem są to tzw. „odziani w czerwień” (arab. muhammira) na czele z Babakiem, Azerem z pochodzenia, który kierował ruchem z twierdzy Al-Bazz w okolicach Ardabilu, w dzisiejszym północnym Azerbejdżanie. Zdołał on opanować północ Iranu aż po Isfahan. Początkowo solidaryzowali się z owymi „odzianymi w czerwień” miejscowi feudałowie, rządcy Tabrizu, Tabaristanu i Marandu, licząc na rychły upadek kalifatu. Porażką kończą się wyprawy wojsk rządowych przeciw azerskim buntownikom w 819-820 oraz 829. Uwagę Al-Mamuna odwraca sytuacja na pograniczu z Bizancjum. W roku śmierci Al-Mamuna (833) churramici zdołali opanować Isfahan, Kuhistan, a nawet Fars.

## Wojny z Bizancjum
Muzułmanie za Al-Mamuna skwapliwie wykorzystywali wszelkie okazje zaszkodzenia Cesarstwu Bizantyjskiemu. W latach 820-823 udzielali pomocy powstaniu Tomasza Słowianina. Z kolei w marcu i na jesieni 830, w odwet za wspieranie przez cesarza Teofila (829-842) powstania Babaka, kalif zarządził dwie wyprawy na ziemie cesarstwa. Muzułmanie odrzucili ofertę pokoju ze strony posłów bizantyjskich w Adanie w lipcu 831. Wojska kalifa zapuściły się w sam środek Azji Mniejszej, ale musiały zawrócić na południe, na wieść o poważnych zamieszkach w Egipcie. Starcia z Bizancjum, którego oferty pokoju kalif niezmiennie, aż do śmierci, będzie odrzucał, wznowiono w 832. Żadna ze stron nie odniosła przy tym spektakularnych sukcesów. Działania toczyły się przeważnie na pograniczu. 9 sierpnia 833 Al-Mamun zmarł w miejscowości Badandun (gr. Podandos) koło Tarsu. Na krótko przed śmiercią wyznaczył następcą swojego brata, Abu Ishaka Muhammada. Wojska arabskie skoncentrowane na granicy odmówiły posłuszeństwa Abu Ishakowi i ogłosiły kalifem syna zmarłego władcy, Al-Abbasa, przyszłego Al-Mutasima (833-842).

## Bajt al-Hikma i Szajch tłumaczy
To za Al-Mamuna doszła do niebywałego rozkwitu działalność Domu Mądrości (Bajt al-Hikma), jednej z najzasobniejszych w ówczesnym świecie bibliotek oraz swego rodzaju instytutu naukowego zajmującego się przekładami oraz adaptacją na grunt świata muzułmańskiego myśli starożytnej Grecji, zwanej po arabsku właśnie al-hikma. Pierwotnie uważano, że założył ją w 830 Al-Mamun, obecnie przypisuje się jej początki Harunowi Ar-Raszidowi. Dzieła greckie przekładano najpierw na aramejski, ponieważ większość tłumaczy z greki była z pochodzenia Syryjczykami, a następnie dopiero na arabski, który wkrótce zastąpił aramejski jako lingua franca Bliskiego Wschodu. Na tej niwie działał wówczas „szajch tłumaczy”, Hunajn Ibn Ishak (809-873), nestorianin z Al-Hiry. Al-Mamun miał mu wypłacać tyle złota, ile ważyły przetłumaczone przez niego księgi. Uczelnię założyli Irańczycy wzorujący się na podobnej placówce, zwanej z perska Gondeszapur (arab. Dżundajsabur), a rozkwit zawdzięczała mutazylitom, którzy inspiracje czerpali ze starożytnej Grecji. Trzeba zaznaczyć, że nie był to „czysty” arystotelizm, czy platonizm, ale ich późniejsza interpretacja w duchu neoplatońskim, mocno przesyconym orientalną religijnością. Wraz z odrzuceniem mutazylizmu przez kalifa Al-Mutawakkila (847-861), zakazano działalności Bajt al-Hikma. Do całkowitego upadku tej instytucji doszło wraz z przeniesieniem stolicy kalifatu do Samarry w połowie IX w.

## Mecenat naukowy
Al-Mamun w czasie swego panowania dbał o rozwój nauki. W 830 roku założył w Bagdadzie uniwersytet zwany Domem Mądrości (Bajt al-Hikma), w którym nauczali m.in. Al-Kindi, Muhammad ibn Musa al-Chuwarizmi. Pozyskał również rękopis prac greckich uczonych starożytnych wysyłając w tym celu poselstwo do cesarza bizantyjskiego Leona V Armeńczyka.

## Poezja modernistyczna
Za Al-Mamuna zmarł (825) wybitny poeta arabski, Abu al-Atahijja, słynący z poezji refleksyjnej, być może zainspirowanej mutazylickim racjonalizmem, chrześcijanin z wyznania. Natomiast nie żył już od lat Abu Nuwas (zm. 813), najwybitniejszy poeta okresu Abbasydów, prekursor poezji modernistycznej (arab. muhdas). Zarzucił on skrępowaną sztywnymi konwencjami klasyczną kasydę na rzecz ghazalu, męskich erotyków (ghazal muzakkar), poezji bachicznej (chamrijjat). Już sama tematyka jego utworów nasuwa przypuszczenie, że był z pochodzenia Persem, który starał się zaszczepić wpływy swojej kultury w świecie arabskim.

## Upamiętnienie
Jego imieniem nazwano krater Almanon na Księżycu.